# Guerra austro-prusiana
La guerra austro-prusiana, guerra de las Siete Semanas o guerra civil alemana (en alemán: Deutscher Krieg, lit. 'Guerra Alemana') fue un conflicto militar librado entre el 14 de junio y el 23 de agosto de 1866, entre el Imperio austríaco y el Reino de Prusia, ambos con la ayuda de varios aliados dentro de la Confederación Alemana. Prusia también se había aliado con el Reino de Italia, vinculando este conflicto con la Tercera Guerra de Independencia de la unificación italiana. La guerra austro-prusiana fue parte de la rivalidad Austria-Prusia, y resultó en el dominio prusiano sobre los estados alemanes.
El principal resultado de la guerra fue un cambio de poder entre los estados alemanes, que se alejaron de Austria y se acercaron a la hegemonía prusiana. Resultó en la abolición de la Confederación Alemana y su reemplazo parcial por la unificación de todos los estados del norte de Alemania en la Confederación Alemana del Norte, que excluía a Austria y a los demás estados del sur de Alemania, un Kleindeutsches Reich. La guerra también resultó en la anexión italiana del reino austríaco de Venecia.

## Antecedentes

### Conflictos y rivalidades
La contienda tuvo su base en la rivalidad entre las dos potencias que pugnaban por conseguir el liderazgo de la Confederación Germánica. En 1864, Austria y Prusia estuvieron aliadas en la guerra de los Ducados. De acuerdo con lo establecido en la Convención de Gastein que puso fin a ésta, el ducado de Holstein quedó bajo dominio de Austria, y los de Schleswig y Lauenburgo bajo el de Prusia, pero ninguno de los dos países quedó satisfecho con el acuerdo.
En octubre de 1865, el canciller prusiano Otto von Bismarck obtuvo de Napoleón III en Biarritz que Francia se mantuviera al margen de un previsible conflicto austro-prusiano, mientras que Prusia se comprometía a apoyar al Reino de Italia para conseguir la anexión del Véneto. Napoleón III pensó que el conflicto sería largo y le brindaría la oportunidad de actuar de mediador y tal vez conseguir ventajas territoriales, esperando en todo caso un fracaso militar de Prusia. El emperador francés se comprometió a mediar ante los italianos, lo que se logró con la alianza ofensivo-defensiva ítalo-prusiana contra Austria firmada en abril de 1866.
El canciller Bismarck entorpeció deliberadamente la gestión de la administración austriaca del Ducado de Holstein y envió tropas prusianas a ese ducado, después de asegurarse la neutralidad del Imperio ruso —todavía resentido por la neutralidad de Austria durante la guerra de Crimea— y contando con su alianza con el reino de Italia. Cuando Austria protestó ante el Parlamento de Fráncfort (asamblea de la Confederación), Baviera, Hannover, Hesse-Kassel, Sajonia, Wurtemberg y otros Estados apoyaron a Austria.

### Ventaja militar prusiana
Prusia tenía como ventaja una superior organización militar, donde las guarniciones estaban distribuidas en distritos que facilitaban la conscripción (reclutamiento obligatorio, leva) de los hombres en edad militar residentes allí, evitando los largos desplazamientos de reclutas; el entrenamiento de los reclutas prusianos duraba tres años, lo que permitía contar con tropas (especialmente de infantería) mejor preparadas, y disponibles en mayor número. 
Por el contrario, Austria tenía la política de distribuir tropas en regiones extrañas a sus conscriptos, como medio de evitar revueltas; como resultado, sus reclutas no estaban adscritos a alguna guarnición de su localidad de residencia, y debían recorrer grandes distancias para enrolarse. El mando militar austriaco no retenía a sus reclutas de infantería por mucho tiempo, lo cual hacía que una movilización bélica requiriese entrenar nuevas tropas en poco tiempo.
Austria poseía mejores tropas de caballería pesada, pero ésta había perdido gran parte de su importancia desde las Guerras napoleónicas cuando el progreso de los cañones y fusiles redujo la importancia de la caballería pesada. La artillería del ejército austriaco era de la misma calidad que la del ejército prusiano, pero la lentitud de la concentración de tropas anulaba rápidamente toda ventaja austriaca. Además, la infantería prusiana era más numerosa, estaba mejor entrenada que la austriaca y disponía en su mayor parte de fusiles de aguja Dreyse de retrocarga (se cargaban por la parte trasera del cañón), que permitían un tiro más rápido para el soldado. Por el contrario, el ejército austriaco tan solo disponía de fusiles de tipo Lorenz de avancarga (cargados por la boca del cañón) con una cadencia de tiro mucho menor.
Otro factor clave fue la organización eficiente de los ferrocarriles de Prusia, el sistema ferroviario más avanzado de Europa, con cinco grandes líneas férreas que entrecruzaban su territorio y permitían rapidez en el transporte de tropas, lo que le permitió organizar sus fuerzas para la campaña contra Austria en apenas veinticinco días, reuniendo oportunamente sus batallones para dirigirlos a la frontera austriaca. En contraste, Austria apenas tenía una gran línea de ferrocarril, que no llegaba siquiera a las regiones fronterizas con Prusia, dependiendo sus ejércitos del transporte a pie o por caballo, por lo cual para movilizar todo su poderío militar hubiera precisado de al menos un mes y medio tras la declaración de guerra.

## Desarrollo de las operaciones

### Hostilidades austro-prusianas

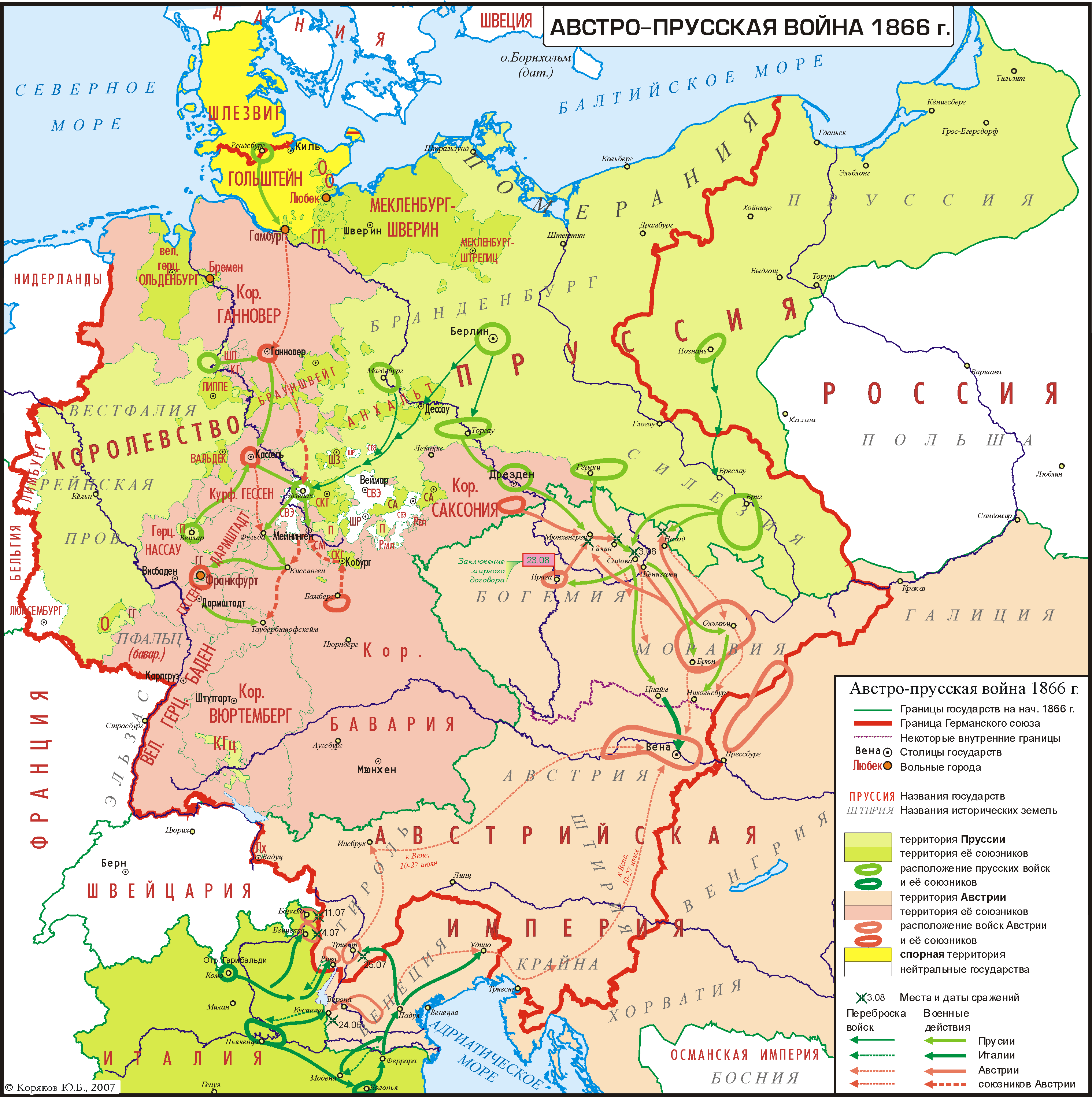
Mapa que muestra el despliegue y el avance de las tropas austriacas (rojo) y prusianas (verde) y sus aliados.

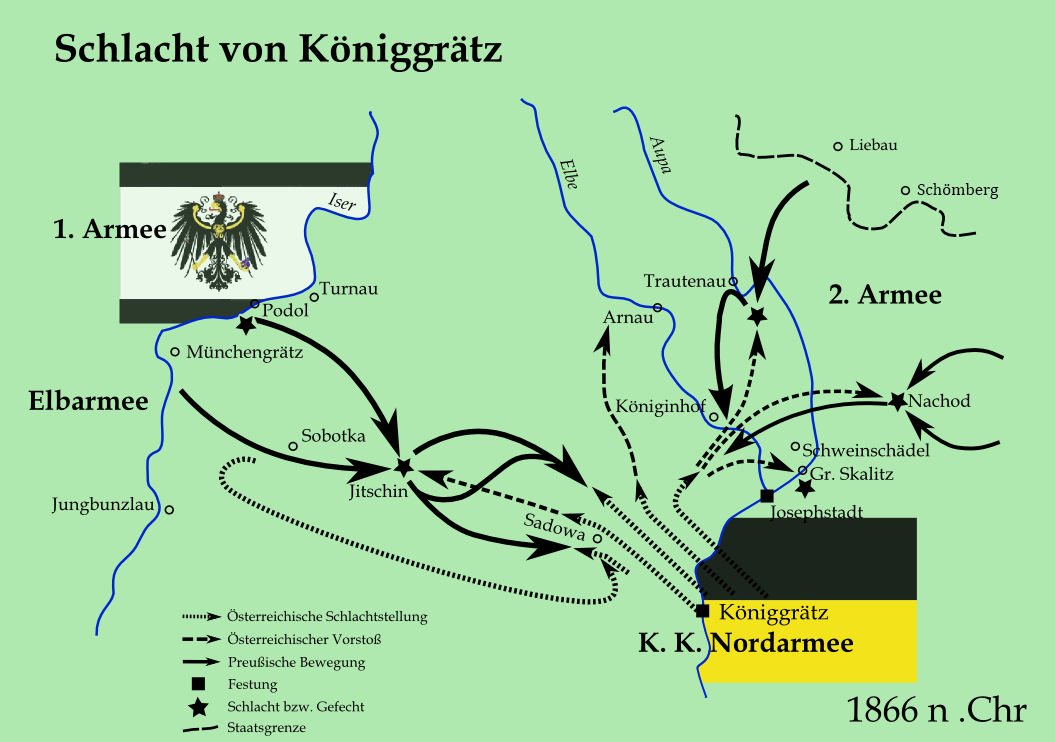
Representación de movimientos y maniobras de tropas prusianas y austríacas durante la batalla de Königgrätz.

Austria declaró la guerra al Reino de Prusia el 14 de junio de 1866, y el ejército de Prusia se movilizó hacia la región de Silesia para atacar territorio austriaco, invadiendo Bohemia y el Reino de Sajonia de manera veloz y repentina, sin dar tiempo a que las tropas austriacas pudieran intervenir en defensa de sus aliados. En esta guerra el uso del telégrafo fue muy extendido entre ambos contendientes, lo cual permitía la llegada de órdenes militares de forma rápida y fluida (de modo similar a lo sucedido durante la Guerra de Secesión estadounidense, concluida hacía apenas un año).
El avance prusiano fue detenido brevemente por tropas austriacas en la batalla de Trútnov el 27 de junio, pero sufriendo gravísimas bajas, mientras que un exitoso contraataque austriaco en Jičín el 29 de junio no afectó a los prusianos. Estos siguieron avanzando por el norte de Bohemia reuniendo cada vez más tropas, mientras que Austria atravesaba serias dificultades para concentrar sus fuerzas oportunamente. 
En paralelo, Prusia atacó el territorio del Reino de Hannover y avanzó hasta ser detenida por los hanoverianos en la batalla de Langensalza (en la región de Turingia) el 27 de junio. Si bien las tropas hanoverianas vencieron en esa ocasión a las fuerzas prusianas, el combate dio tiempo a que otros cuerpos de ejército prusianos avanzaran hacia las posiciones de los hanoverianos, forzando a que estos se replegaran a las montañas Harz al día siguiente. Ante la superioridad numérica prusiana, el Reino de Hanóver se rindió el 29 de junio, dejando así fuera de combate al único gran aliado de Austria en el norte de Alemania, lo cual permitió a las fuerzas prusianas transitar libremente de un extremo a otro de su territorio.
En el sur, a fines de junio las tropas prusianas atacaron Baviera y en una rápida campaña tomaron Núremberg y Fráncfort del Meno. Luego las tropas bávaras opusieron severa resistencia en las fortificaciones de Wurzburgo hasta el fin de la guerra, pero sin poder expulsar a los prusianos del resto del territorio.
El avance prusiano sobre territorio austriaco continuó en el norte de Bohemia. Las tropas prusianas consiguieron derrotar decisivamente al ejército austriaco el 3 de julio en la batalla de Sadowa (localidad llamada Königgrätz, en alemán, hoy territorio checo) gracias a la maniobra del general Helmuth von Moltke que agrupó a tiempo a sus tres grandes masas de tropas, sorprendiendo a los austriacos y causándoles severas pérdidas (cinco bajas austriacas por una prusiana). Austria había reunido para esa batalla cerca de 184.000 hombres, con apoyo de 22.000 soldados de Sajonia, mientras que Prusia empleó 224.000 hombres, de modo que la diferencia numérica entre ambas fuerzas en combate no era muy grande.
No obstante, en esa batalla Prusia sufrió 9.000 bajas frente a 44.000 bajas austriacas (entre muertos, heridos y prisioneros), lo cual debilitó grandemente la posición bélica de Austria. Tras este triunfo, Prusia podría invadir el resto de Bohemia (atacando inclusive Praga) o penetrar en Eslovaquia, contando además con la continua llegada de refuerzos; por el contrario el ejército austriaco quedaba en inferioridad numérica y no podría reunir refuerzos sino hasta varias semanas más tarde. 
La movilidad de las tropas prusianas, gracias a la red ferroviaria, resultó un factor clave para obtener la victoria. Tras esta victoria, las tropas prusianas avanzaron hacia el sur y entraron a Eslovaquia el 19 de julio, sin gran oposición y el 22 de julio se enfrentaron a los austriacos en las cercanías de Presburgo, en la batalla de Lámacs, obteniendo otra victoria. Ese mismo día Austria solicitó un armisticio a Prusia.

### Campaña de Italia contra Austria
En paralelo, Prusia había concluido una alianza militar con el Reino de Italia, viejo enemigo de Austria, para que interviniera en la guerra tras el inicio del ataque prusiano. Italia lanzó una ofensiva bélica a mediados de junio para tomar el Trentino, región de población italiana bajo dominio austriaco, distrayendo el esfuerzo militar de Austria con una amenaza en sus fronteras meridionales. El avance italiano, no obstante, fue muy desordenado y el mando militar austriaco logró conjurar con éxito el peligro en la batalla de Custozza el 24 de junio, tras lo cual el avance italiano se debilitó muchísimo. 
Austria consolidó su triunfo sobre los italianos el 20 de julio en la batalla naval de Lissa donde la flota naval austriaca consiguió un triunfo completo, hundiendo dos acorazados italianos sin sufrir pérdidas. Los italianos, pese ello, seguían su ofensiva terrestre y el 21 de julio lograron vencer a los austriacos en la Batalla de Bezzecca, asegurando para Italia los valles bajos del Trentino. 
No obstante, los ambiciosos planes del general italiano Giuseppe Garibaldi para invadir con sus fuerzas todo el Trentino aprovechando la debilidad austriaca quedaron anulados cuando apenas al día siguiente del combate en Bezzecca el gobierno de Austria pidió un armisticio a Prusia. Esto obligó al Reino de Italia a suspender todo ataque, pactando un armisticio con Austria el 12 de agosto.

## Consecuencias

Como consecuencia de la guerra Prusia amplía su territorio a costa de otros estados alemanes:
Prusia
Adquisiciones prusianas: Hanóver, Schleswig-Holstein, Hinterland de Hesse, Hesse-Kassel, Nassau y Fráncfort del Meno
Aliados de Prusia: Italia y 14 estados alemanes
Austria
Aliados de Austria: 11 estados alemanes
Estados neutrales: Liechtenstein, Limburgo, Luxemburgo, Reuss-Schleiz, Sajonia-Weimar-Eisenach, Schwarzburgo-Rudolstadt

El 23 de agosto de 1866, con la Paz de Praga quedó disuelta la Confederación Germánica. Prusia se anexó Hannover y Hesse-Kassel; Austria cedió Holstein a Prusia, pagó indemnización de guerra y entregó el Véneto al Reino de Italia al firmar la Paz de Praga. Prusia constituyó la Confederación Alemana del Norte.
De esta forma, Prusia se convirtió en la potencia hegemónica en Alemania y pudo establecer la unión de los Estados alemanes situados al norte del río Meno, constituida en 1867. Esta alianza reemplazó a la Confederación Germánica. Fueron 22 los Estados alemanes que se incorporaron a la Confederación de Alemania del Norte. El poder legislativo quedó repartido en dos asambleas: el Reichstag (parlamento) y el Bundesrat (Consejo Federal).
La Confederación estableció alianzas con Baviera, Wurtemberg y el gran ducado de Baden, que se comprometieron a poner sus tropas bajo el mando del rey de Prusia si un tercer Estado atacara a algún miembro de la Confederación. La Dieta fue elegida mediante sufragio universal, la nueva Constitución entró en vigor el 1 de julio de 1867 y Bismarck se convirtió en canciller de la nueva Confederación.
La Constitución contemplaba que cada Estado sería autónomo en materia de finanzas, justicia, culto y enseñanza. A la Confederación incumbían ejército, marina, política exterior, legislación comercial, aduanas, moneda, legislación civil y correos. El poder ejecutivo estaba en la presidencia desempeñada por el rey de Prusia (con carácter hereditario), que era el responsable de la política exterior, comandante supremo del ejército y que ejercía el poder a través del canciller, que solo respondía ante él.
En Austria las consecuencias de la derrota fueron un debilitamiento del Estado frente a los movimientos nacionalistas de los distintos pueblos que formaban el Imperio, en especial de los húngaros que ya habían protagonizado diversas revoluciones contra el centralismo de los Habsburgo. Esto llevó a la formalización política del Compromiso Austrohúngaro por lo que el país se transformaba en una monarquía dual con dos Estados confederados bajo la casa de Habsburgo, el Imperio austrohúngaro que existiría desde 1867 hasta 1918 con la derrota en la Primera Guerra Mundial.
En 1871, tras del triunfo germano en la guerra franco-prusiana, se formó el Imperio alemán, que adoptó el esquema organizativo de la Confederación.